# Дечанска улица (Београд)
| Дечанска · улица | Дечанска · улица                    |
| ---------------- | ----------------------------------- |
|                  |                                     |
| Општина          | Стари Град                          |
| Почетак          | Македонска улица                    |
| Крај             | Трг Николе Пашића                   |
| Дужина           | 280 m                               |
| Створена         | 1872.                               |
| Названа          | 1896.                               |
| Стари називи     | Два јаблана, Кардељева, Моше Пијаде |
|                  |                                     |
|                  |                                     |
| Дечанска улица   |                                     |

Улица Дечанска је једна од важнијих саобраћајница у Београду. У непосредној близини је Скупштина и Булевар краља Александра, а Теразијски тунел је повезује са Зеленим венцем. Припада општини Стари град. Простире се у дужини од 280 m од Македонске улице до Трга Николе Пашића. Настала је 1872. године.

## Име улице
Са Крунском и Светогорском, Дечанска спада у оне београдске улице које су највише пута мењала име као одраз политичких и културних промена у земљи. Најпре су је називали Коларском улицом јер су у њој биле коларске радње и тада се пружала од Македонске до Влајковићеве улице. 
Први званичан назив Дечанска улица је добила 1872. године на исти начин као и Светогорска, по кафани. Испред те кафане расла су два јаблана па је и кафана тако прозвана а напослетку и улица добија име Два јаблана. На табли у Дечанској наведен је погрешан податак да је њен први назив био Два јелена. 
Године 1896, први пут добија свој садашњи назив по Дечанима, граду на западу Косова и Метохије и манастиру Високи Дечани, задужбини краља Стефана Дечанског и цара Душана. Тако ће се звати све до 1949. године. 
Потом је преименована у Кардељеву улицу по Едварду Кардељу, револуционару, политичару и блиском сараднику Јосипа Броза Тита. 
Од 1953. до 1957. поново се зове Дечанска улица и тада је скраћена на своју данашњу дужину до Трга Николе Пашића. Од 1957. до 1997. зове се Улица Моше Пијаде по југословенском сликару, новинару и револуционару. 
1997. враћен јој је стари назив, Дечанска улица, и од тада није мењала име.

## Историја
Београд је у 1. веку нове ере припадао Римљанима. Археолошка истраживања указују на то да је за то време простор око Дечанске улице према Ташмајдану био ван градског средишта у којем су махом грађене некрополе.
За време Турака Београд је постао развијена оријентална варош са бројним хановима, безистанима, караван-серајима и џамијама од којих је Ејнехан/Инехан џамија подигнута на месту данашње Скупштине крајем 16. века. Цео овај крај звао се Врачар махала и поред Дечанске захватао је и данашњу Косовску и Палмотићеву улицу. Око ове џамије која је касније, кад је напуштена, прозвана Батал џамија било је турско гробље које је допирало до данашње Дечанске улице. Код Батал џамије била је Ћуприлићева чесма од које је водио пут – данашњи Трг Николе Пашића и Дечанска улица. Улице су у то време махом биле уски и кривудави сокаци. За време аустријске окупације Београда урађено је много на фортификацији града али је овај крај остао ван утврђеног дела и тада нестаје Врачар махала. Када су Турци поново освојили Београд, вратили су му и његов пређашњи источњачки изглед али нису проширивали град па је део око Дечанске улице потпуно опустео и зарастао у шевар и рит. Остала је само Батал џамија која ће потрајати све до кнеза Милоша Обреновића.
Милош Обреновић ће према плановима Франца Јанкеа направити нове квартове и улице ван утврђеног дела града настојећи да исправи и прошири турске сокаке. Године 1840, Стојан Симић гради кућу на месту данашњег Старог двора. Ту кућу, тзв. Стари конак, откупиће кнез Александар Карађорђевић 1842. и преобразити у двор. У Дечанској су у то време постојале сиромашније приземне куће занатлија – бакалина, фишекџија, рабаџија, терзија а била је у њој и Теразијска основна школа. Полако почињу да се граде и богатије куће. Ипак, тек након 1867. када је турско становништво углавном напустило београдску тврђаву долази до већих промена и град се изграђује по европским узорима и истовремено проширује ка Ташмајдану, Славији и Врачару. Већ и пре тога, четрдесетих година, никле су прве кафане а на месту Батал џамије дуго је постојао турски хан. Батал џамија је срушена 1869. године. Крајем 19. века на месту данашње Скупштине била је сточна пијаца и циркуска арена. Почетком 20. века у Дечанској 4 постојала је штампарија у којој је штампан лист „Народна воља“. Редакција часописа „Дело“ се налазила у броју 21. Све куће су биле приземне осим двоспратнице на месту данашњег Дома омладине и није био редак случај да су их власници издавали а сами живели негде другде. 1907. године почела је изградња Скупштине. Током Првог светског рата, августа и септембра 1914, Дечанска је углавном порушена.
После Првог светског рата у Дечанској улици ничу прве вишеспратнице и улица је проширена. Нема много становника у улици, углавном су ту разне занатлијске радње, продавнице, народне кухиње, улични продавци а има и адвоката. Појављује се и покретна бензинска пумпа и аутомеханичари те Дечанска постаје позната по салонима аутомобила и радњама производа за аутомобиле. Кафане као и раније добро послују. Тако кафана „Два јаблана“ према којој је најпре именована Дечанска улица постаје кафана „Загреб“ која има и позоришну сцену. У мају 1938. одређено је да Дечанска буде једносмерна улица, од краља Александра до угла са Пашићевом. Када је бомбардован Београд 6. априла 1941. године, у Дечанској улици страдала је Аграрна банка и сиромашне кућице у броју 4. Много више штете Дечанска је претрпела од савезничког бомбардовања 1944. Поред бројних срушених кућа, погођена је и зграда листа „Време“.
Након Другог светског рата држава одузима приватну имовину и постепено су готово све куће и зграде у Дечанској постале државна својина. Када су рашчишћене рушевине, у Дечанској почиње да се гради, почев од Трга Маркса и Енгелса (данашњег Трга Николе Пашића) и Дома синдиката због чега ће Дечанска улица бити скраћена на своју садашњу дужину, до Трга Николе Пашића. У згради "Борбе" новембра 1956. почиње да ради позориште Атеље 212 својом првом представом „Чекајући Годоа“ и Атеље ће остати на овој адреси све до 1964. Отвара се кафана „Прешернова клет“, стециште новинара и књижевника. Гради се зграда Привредне коморе, а кад је седамдесетих отворен Теразијски тунел и подземни пролаз у којем је почео да ради први драгстор у Београду, Дечанска је попримила свој данашњи изглед.

## Дечанском улицом

### Угао Дечанске и Македонске улице (Македонска улица бр. 22)
Зграда Дома омладине је настала на месту некадашње кафане „Гинић“, на углу Дечанске и Македонске улице, у којој је настао часопис „Ошишани јеж“. Дом омладине је отворен 1964. и отада својим посетиоцима нуди разноврстан културни и образовни програм.

### Бр. 6
Музичка школа „Мокрањац“, најстарија музичка школа у Србији, основана је 1899. године у Бранковој улици као Српска музичка школа. Променила је многе зграде, да би 1993. дошла у Дечанску улицу. Њени оснивачи су Стеван Стојановић Мокрањац и Београдско певачко друштво. У њој су поред Мокрањца, радили и многи познати композитори и извођачи – Станислав Бинички, Цветко Манојловић, Коста Манојловић, Јосип Славенски, Петар Коњовић, Стеван Христић.

### Бр. 8
Монументална функционална зграда Привредне коморе изнад Теразијског тунела дело је Загорке Мешулам. Грађена је између 1957. и 1960. за Савез трговинских комора.

### Бр. 12
Савез набављачких задруга државних службеника отворио је овде 1930-тих свој ресторан.

### Бр. 13
Дом Пензионог фонда адвокатске коморе освећен је у децембру 1936.

### Бр. 14
Дом синдиката (у ком се налази Комбанк дворана, раније Дворана Дома синдиката) завршен је 1955. Пројекат је израдио Бранко Петричић. По својој архитектури, пример је социјалистичког реализма и модернизма. У Комбанк дворани се одржава културно-уметнички програм. Ту је отворен први мултиплекс у Србији. Као грађевина од културно-историјске вредности, 2013. уврштен је у споменике културе.

### Бр. 23
Овде се налази зграда од четири спрата изграђена 1923. која је сачувала свој првобитни изглед. Између два светска рата у њој се налазила и коцкарница и пушионица опијума а много касније чувена кафана „Прешернова клет“, омиљена кафана Бранка Миљковића. Ту је он имао стални сто за којим су неретко седели и други београдски боеми. Чест посетилац кафане на броју 23 био је и Данило Киш.

### Крај Дечанске улице
Иако јој је адреса Трг Николе Пашића бр. 7, зграда „Борба“ је на самом крају Дечанске улице и дуго је носила ту адресу. Настала је 1938. године. Пројекат је израдио Бранислав Којић угледајући се на модерне новинске куће у Европи. Зграда носи одлике модернизма. Првобитно је припадала листу „Време“, затим листу „Ново време“, потом „Борби“ а сада је то седиште „Вечерњих новости“.

## Суседне улице
На Улицу Браће Југовића након Македонске улице која је пресеца наставља се Улица Дечанска. Сам почетак Дечанске, испред Дома омладине, носи назив Плато Милана Младеновића. Она се затим додирује са Чумићевом са десне стране и Нушићевом улицом чије половине се налазе и са леве и са десне стране Дечанске. У непосредној близини је Косовска улица. Спојена је са Теразијским тунелом. Завршава се изласком на Трг Николе Пашића те гледа на Историјски музеј Србије, Дом синдиката и споменик Николи Пашићу.

## Галерија
- Дечанска улица, поглед са Трга Николе Пашића
- Табла у Дечанској улици са погрешним подацима